# Mary Josephine Ray
Mary Josephine Ray (17 mai 1895 – 7 mars 2010) était une supercentenaire américaine qui a vécu jusqu'à l'âge de 114 ans et 294 jours, devenant ainsi la deuxième personne la plus âgée du monde à sa mort. Après le décès de Gertrude Baines le 11 septembre 2009, Ray était devenue la personne la plus âgée des États-Unis.

## Biographie
Mary Josephine Ray est née le 17 mai 1895 dans la province de l'Île-du-Prince-Édouard, au Canada, de Robert Fabian Arsenault et de Lydee Ann Blanchard, avant d'émigrer aux États-Unis à l'âge de 3 ans. 
Son père mourut lorsqu'elle avait 8 ans. Sa mère et sa sœur aînée retournèrent au Canada lorsqu'elle avait 14 ans, mais sa mère mourut l'année suivante, en 1910, alors que Ray avait 15 ans, la laissant orpheline, elle et sa sœur. Elle commença à travailler dans des usines du Maine. Elle épousa Walter Ray (décédé en 1967) en 1923 et ils eurent deux fils, tous deux vivants à sa mort : Robert, 86 ans, et Donald, 85 ans. Elle résida à Anson, dans le Maine, pendant 60 ans. 
Elle a pris sa retraite en Floride à l'âge de 72 ans, puis a déménagé à Chelmsford, dans le Massachusetts, à l'âge de 80 ans. Elle a ensuite emménagé dans sa maison de retraite à Westmoreland dans le New Hampshire à l'âge de 102 ans. Mary Josephine Ray a deux fils, 8 petits-enfants, 13 arrière petits-enfants et 5 arrière-arrière petits-enfants.
Elle décède à Westmoreland à l'âge de 114 ans et 294 jours le 7 mars 2010, le même jour que la supercentenaire américaine Daisey Bailey, âgée de 113 ans et 342 jours.
Selon le Gerontology Research Group, Mary Josephine Ray était, au moment de sa mort, la deuxième personne la plus âgée du monde après la doyenne, la Japonaise Kama Chinen, née sept jours plus tôt la même année.